# NPO 1
NPO 1 (anteriormente Nederlad 1 até 2014) é a primeira estação de televisão da Holanda, foi lançado em 2 de outubro de 1951. Ele fornece a radiodifusão pública e, atualmente, existe ao lado das irmãs canais NPO 2 e NPO 3. Uma ampla gama de organizações de radiodifusão do Publieke Omroep oferecem programas. Uma grande variedade de programas é transmitida no canal, geralmente para audiências maiores.

## História

### Anos 50
Na Holanda, as primeiras experiências de televisão ocorreu na década de 1930. A empresa de tecnologia holandesa Philips desempenhou um papel importante nestas experiências. Em 1951, emissoras de rádio pública AVRO, KRO, VARA e NCRV, estabeleceram o NTS, Nederlandse Televisie Stichting (em português Fundação Holandesa de Televisão). A primeira transmissão pública começou a partir do estúdio Irene em Bussum, a partir de 02 de outubro de 1951, às 8:15 horas. Foi transmitido de Lopik, logo seguido por Hilversum também. Em 05 de janeiro de 1956, a NTS transmitiu o seu primeiro programa de notícias, NTS Journaal. Na década de 1950 televisão atraiu apenas um baixo número de espectadores. Os altos preços dos aparelhos de televisão foram a principal razão para isso. A televisão dos anos 1950 tornou-se disponível a nível nacional através da introdução de mais transmissores e repetidores em Góes, Roosendaal, Loon op Zand, Mierlo, Roermond, Markelo, Ugchelen, Zwolle, Smilde e a nova Torre Gerbrandy em IJsselstein.

### A criação de Nederland 1
A partir de outubro 1960, a NTS começou a transmitir uma base diária a partir de 20:00 até 22:20. Dois anos mais tarde, as horas de emissão foram prorrogadas de 26 a 30 horas por semana. Em 1 de outubro de 1964, um segundo canal de televisão público começou a transmitir, Nederland 2 (em português significa literalmente Países Baixos 2) e o primeiro canal de radiodifusão pública foi rebatizado em Nederland 1 (Países Baixos 1) . Em 1967 televisão a cores nas transmissões foram introduzidos utilizando o sistema PAL. Em 1969, o governo holandês adotou a chamada de sistema aberto para o sistema público de radiodifusão, permitindo que as organizações mais públicos de radiodifusão. Porém, uma potencial nova organização deve ter 100.000 membros ou mais para serem permitidos. E em 29 de maio de 1969, a NTS e a União Rádio Holandesa (NRU) incorporada pela NOS, serviram como uma organização guarda-chuva para os organismos públicos de radiodifusão. Seu foco principal é sobre notícias e esportes em geral transmissões e também fornece coordenação técnica e administrativa.

### Lançamento de Nederland 3
Em antecipação ao lançamento de novos canais comerciais transmitidos por satélite, uma terceira rede de televisão, Nederland 3 foi lançada em abril de 1988. Luxemburgo com base em RTL-Véronique começou a transmitir em outubro de 1989. Em 1992, o governo dos Países Baixos legalizou televisão comercial, e uma série de novos canais comerciais foram estabelecidos, resultando em uma redução na participação das redes públicas de mercado.

## Logotipos anteriores

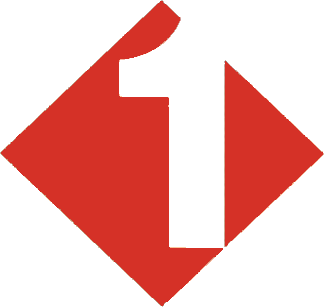
2000 - Setembro de 2003
2003 - 2014